# 校正 (生物学)
生物学において校正（こうせい、英: proofreading）とは、さまざまな生物学的過程においてそのエラーを修正する過程を指す。動力学的校正と呼ばれる構成の機構はジョン・ホップフィールドとJacques Ninioによって最初に提唱された。校正はDNA複製、免疫系の特異性、酵素-基質認識や、その他、特異性を高める必要のある多くの過程と関係している。ホップフィールドとNinioによって提唱された校正機構は動力学的校正あるいはキネティックプルーフリーディングとよばれ、さまざまな生物学的反応の特異性を高めるためにATPを消費する、非平衡的な能動過程である。
細菌では、3種類のDNAポリメラーゼ（I、II、III）のすべてが3’ → 5’エキソヌクレアーゼ活性を用いて校正を行うことができる。不正確な塩基対が認識されると、DNAポリメラーゼはDNAを1塩基対ごとに逆方向に移動し、ミスマッチした塩基を除去する。その後、ポリメラーゼは正しい塩基を再挿入し、複製を継続することができる。
真核生物では、伸長反応を担うポリメラーゼ（δとε）のみが校正能力（3’ → 5’エキソヌクレアーゼ活性）を持つ。
校正はタンパク質合成のためのｍRNAの翻訳の際にも行われる。この場合の機構の1つとして、不正確なアミノアシルtRNAはペプチド結合が形成される前に放出される。
DNA複製時の校正の程度によって突然変異率は決定され、その値は種によって異なる。ヒトの大腸がんでは、DNAポリメラーゼεの遺伝子の変異による校正機能の喪失によって、1 Mbpあたり100以上の変異が生じるhyper-mutated（高頻度変異型）の遺伝子型となる。
他の分子過程における校正の程度は、種の有効個体数と同一の校正機構によって影響を受ける遺伝子の数に依存している。

## T4ファージDNAポリメラーゼ
T4ファージのgene 43は、ファージのDNAポリメラーゼをコードしている。gene 43の温度感受性変異体は抗変異原性の表現型を持つことが示されており、その自発的な変異率は野生型よりも低い。こうした変異体の1つであるtsB120を用いた研究では、DNA鋳型の複製が野生型のポリメラーゼよりもより遅い速度で進行することが示されている。しかしながら、この変異体の3’ → 5’エキソヌクレアーゼ活性は野生型より高いわけではない。DNA複製時に、新生DNA鎖に安定に取り込まれるヌクレオチドに対するターンオーバー（dNTPからdNMPへの変換）されるヌクレオチドの比率は、tsB120変異体では野生型と比較して10倍から100倍高い。この結果からは、ヌクレオチド選択の正確さと、非相補的なヌクレオチドの除去（校正）の効率化の双方によってtsB120ポリメラーゼの抗変異原性が説明されるのではないかという提案がなされている。  
野生型のgene 43 DNAポリメラーゼを持つT4ファージビリオンでは、DNAにシクロブタンピリミジンダイマー損傷を導入する紫外線照射や、またはピリミジン付加体を導入するソラレン存在下での光照射によって、変異率が増加する。しかし、ファージのDNA合成がtsCB120抗変異原性ポリメラーゼや他の抗変異原性ポリメラーゼであるtsCB87によって触媒される場合には、こうした変異原性効果は阻害される。これらの知見は、DNA損傷による突然変異の誘発の程度が、gene 43 DNAポリメラーゼの校正機能によって強く影響されることを示している。

## SARS-CoV-2の校正酵素
SARSコロナウイルス2（SARS-CoV-2）は、COVID-19のパンデミックの原因となったウイルスである。SARS-CoV-2 RNAウイルスのゲノムには、ウイルスの生活環に不可欠なゲノムの複製と転写を行う多サブユニット型タンパク質装置である複製・転写複合体がコードされている。コロナウイルスのゲノムにコードされているタンパク質の1つに非構造タンパク質nsp14があり、これは3’ → 5’エキソリボヌクレアーゼ活性を持つ。このタンパク質は、nsp10-nsp14タンパク質複合体として存在し、ウイルスの生活環において重要な活性であるRNA合成を校正することによって複製の正確性を高めている。さらに、nsp14の校正型エキソリボヌクレアーゼ活性は、感染時に行われる遺伝的組み換えの維持にも必要である。